# Michael Lameck
Michael „Ata” Lameck (ur. 15 września 1949 w Essen) – niemiecki piłkarz grający na pozycji lewego obrońcy i pomocnika, trener.

## Kariera

### Początki
Michael Lameck karierę piłkarską rozpoczął w 1966 roku w juniorach Tus Essen-West, w którym w 1968 roku przeszedł do występującej w Landeslidze Niederrhein profesjonalnej drużyny klubu.
Po sezonie 1968/1969 przeszedł do występującego w Regionallidze West Schwarz-Weiß Essen, w którym zadebiutował pod wodzą trenera Horsta Witzlera 5 października 1969 roku w zremisowanym 3:3 meczu domowym z SV Hamborn 07, w którym Lameck wszedł na boisko w 83. minucie. W sezonie 1969/1970 był rezerwowym zawodnikiem (13 meczów, 1 gol) u boku takich zawodnik jak m.in.: Rolf Bauerkämper, Wolfgang Glock, Rolf Kucharski, Heinz-Dieter Lömm. W sezonie 1970/1971 był już podstawowym zawodnikiem na lewym skrzydle pod wodzą trenerów Kurta Sahma i Heinza Höhera, natomiast sezonie 1971/1972 pod wodzą trenera Heinza Höhera na początku grał na lewym skrzydłem, jednak z czasem przeniósł się na lewą obronę. Wystąpił również w meczach derbowych z Rot-Weiss Essen (1:0 u siebie na Uhlenkrugstadion, 2:3 na wyjeździe na Georg-Melches-Stadion).
Po sezonie 1971/1972 odszedł z klubu.

### VfL Bochum
Latem 1972 roku Heinz Höher został trenerem występującego w Bundeslidze VfL Bochum, który sprowadził ze sobą dwóch zawodników ze Schwarz-Weiß Essen: Lamecka i Reinharda Majgla. Lameck od razu stał się podstawowym zawodnikiem drużyny Niedegradowalnych, w której zadebiutował 16 września 1972 roku w wygranym 2:0 meczu wyjazdowym z Eintrachtem Brunszwik. W klubie występował do sezonu 1987/1988 i przez 16 lat stanowił o sile drużyny Niedegradowalnych pod wodzą trenerów Heinza Höhera, Helmutha Johannsena, Rolfa Schafstalla i Hermanna Gerlanda (w 11 sezonach rozegrał wszystkie 34 mecze). W Pucharze Niemiec 1981/1982 dotarł do półfinału, w którym 10 kwietnia 1982 roku drużyna Niedegradowalnych przegrała 1:2 z późniejszym triumfatorem rozgrywek, Bayernem Monachium.
W sezonie 1987/1988, w którym rozegrał zaledwie 16 meczów ligowych, grając w jednym klubie ze wschodzącą gwiazdą Bundesligi, Stefanem Kuntzem oraz innym weteranem rozgrywek, Klausem Fischerem odniósł największy sukces klubu, awansując do finału Pucharu Niemiec (Lameck nie wystąpił w finale), w którym drużyna Niedegradowalnych 28 maja 1988 roku na Stadionie Olimpijskim w Monachium przegrał 1:0 z Eintrachtem Frankfurt. Ostatni mecz w Bundeslidze rozegrał 16 kwietnia 1988 roku w wygranym 5:1 meczu domowym z VfB Stuttgart, w którym w 55. minucie zastąpił Thomasa Kempe.
Łącznie w Bundeslidze rozegrał 518 meczów (najwięcej dla klubu z Zagłębia Ruhry oraz najwięcej spośród zawodników, którzy nigdy nie zagrali w seniorskiej reprezentacji RFN), w których zdobył 37 goli.

### Dalsza kariera
Latem 1988 roku Lameck podpisał kontrakt z występującym w Oberlidze w grupie Westfalii TuS Paderborn-Neuhaus, w którym był również grającym trenerem, natomiast 23 listopada 1989 roku przeniósł się do występującego w grupie Badenii-Wirtembergii Freiburger FC, w którym po sezonie 1989/1990 zakończył karierę piłkarską.

## Kariera reprezentacyjna
Michael Lameck w 1973 roku rozegrał 2 mecze w reprezentacji RFN U-23.
22 lutego 1977 roku zadebiutował w reprezentacji RFN B w przegranym 1:0 meczu towarzyskim z reprezentacją Francji B we francuskim Orleanie. Ostatni mecz w reprezentacji RFN B rozegrał 18 kwietnia 1978 roku w szwedzkim Norrköping w wygranym w przegranym 1:0 meczu towarzyskim z reprezentacją Szwecji B.
Łącznie w reprezentacji RFN B w latach 1977–1978 rozegrał 9 meczów.

## Statystyki

### Klubowe
| Klub                  | Sezon              | Liga                   | Liga  | Liga | Puchar krajowy | Puchar krajowy | Łącznie | Łącznie |
| Klub                  | Sezon              | Liga                   | Mecze | Gole | Mecze          | Gole           | Mecze   | Gole    |
| --------------------- | ------------------ | ---------------------- | ----- | ---- | -------------- | -------------- | ------- | ------- |
| TuS Essen-West        | 1968/1969          | Landesliga Niederrhein | 17    | 1    | –              | –              | 17      | 1       |
| Łącznie               | Łącznie            | Łącznie                | 17    | 1    | –              | –              | 17      | 1       |
| Schwarz-Weiß Essen    | 1969/1970          | Regionalliga West      | 13    | 1    | 1              | 0              | 14      | 1       |
| Schwarz-Weiß Essen    | 1970/1971          | Regionalliga West      | 26    | 1    | –              | –              | 26      | 1       |
| Schwarz-Weiß Essen    | 1971/1972          | Regionalliga West      | 34    | 13   | –              | –              | 34      | 13      |
| Łącznie               | Łącznie            | Łącznie                | 73    | 15   | 1              | 0              | 74      | 15      |
| VfL Bochum            | 1972/1973          | Bundesliga             | 34    | 5    | 4              | 1              | 38      | 6       |
| VfL Bochum            | 1973/1974          | Bundesliga             | 34    | 2    | 2              | 0              | 36      | 2       |
| VfL Bochum            | 1974/1975          | Bundesliga             | 34    | 4    | 5              | 1              | 39      | 5       |
| VfL Bochum            | 1975/1976          | Bundesliga             | 34    | 6    | 4              | 0              | 38      | 6       |
| VfL Bochum            | 1976/1977          | Bundesliga             | 30    | 2    | 3              | 0              | 33      | 2       |
| VfL Bochum            | 1977/1978          | Bundesliga             | 34    | 3    | 4              | 0              | 38      | 3       |
| VfL Bochum            | 1978/1979          | Bundesliga             | 34    | 1    | 5              | 2              | 36      | 3       |
| VfL Bochum            | 1979/1980          | Bundesliga             | 33    | 2    | 4              | 0              | 37      | 2       |
| VfL Bochum            | 1980/1981          | Bundesliga             | 34    | 1    | 4              | 1              | 38      | 2       |
| VfL Bochum            | 1981/1982          | Bundesliga             | 32    | 2    | 7              | 0              | 39      | 2       |
| VfL Bochum            | 1982/1983          | Bundesliga             | 34    | 3    | 5              | 1              | 39      | 4       |
| VfL Bochum            | 1983/1984          | Bundesliga             | 34    | 1    | 1              | 0              | 35      | 1       |
| VfL Bochum            | 1984/1985          | Bundesliga             | 33    | 0    | 3              | 1              | 36      | 1       |
| VfL Bochum            | 1985/1986          | Bundesliga             | 34    | 2    | 5              | 1              | 39      | 2       |
| VfL Bochum            | 1986/1987          | Bundesliga             | 34    | 3    | 1              | 0              | 35      | 3       |
| VfL Bochum            | 1987/1988          | Bundesliga             | 16    | 0    | 4              | 0              | 20      | 0       |
| Łącznie               | Łącznie            | Łącznie                | 518   | 37   | 61             | 8              | 579     | 45      |
| TuS Paderborn-Neuhaus | 1988/1989          | Oberliga               | 26    | 3    | –              | –              | 26      | 3       |
| TuS Paderborn-Neuhaus | 1989/1990          | Oberliga               | 10    | 0    | –              | –              | 10      | 0       |
| Łącznie               | Łącznie            | Łącznie                | 36    | 3    | –              | –              | 36      | 3       |
| Freiburger FC         | 1989/1990          | Oberliga               | 3     | 0    | –              | –              | 3       | 0       |
| Łącznie               | Łącznie            | Łącznie                | 3     | 0    | –              | –              | 3       | 0       |
| Łącznie w karierze    | Łącznie w karierze | Łącznie w karierze     | 647   | 56   | 62             | 8              | 709     | 64      |

### Reprezentacyjne
| Reprezentacja | Rok     | Mecze | Gole |
| ------------- | ------- | ----- | ---- |
| RFN U-23      | 1973    | 2     | 0    |
| Łącznie       | Łącznie | 2     | 0    |
| RFN B         | 1977    | 7     | 0    |
| RFN B         | 1978    | 2     | 0    |
| Łącznie       | Łącznie | 9     | 0    |

## Sukcesy

### Zawodnicze
- Finał Pucharu Niemiec: 1988

## Pseudonim
Michael Lameck w trakcie kariery piłkarskiej zyskał pseudonim Ata, gdyż kiedy w wolnym czasie grał z kolegami w piłkę, wciąż były czarne popioły, a rodzice często szorowali buty środkiem przeczyszczającym Ata.

## Po zakończeniu kariery
Michael Lameck po zakończeniu kariery piłkarskiej wrócił do VfL Bochum, gdzie w latach 1991–1993 prowadził drużynę rezerw, następnie prowadził drużyny juniorskie oraz był asystentem trenerów w profesjonalnej drużynie klubu.
15 września 2009 roku z okazji 60. urodzin Lameck został honorowym członkiem klubu. Jest także organizatorem tradycyjnej drużyny klubu. Pracuje także w szkole piłkarskiej Klausa Fischera.